# Ivana Oblak
Ivana Oblak, slovenska redovnica in učiteljica, * 29. maj 1853, Bodovlje, † 30. november 1927, Novo mesto.

## Življenjepis
Ljudsko šolo je obiskovala pri uršulinkah, leta 1867 pa je vstopila v red šolskih sester de Notre Dame v Gorici, kjer se je izobrazila za učiteljico gluhonemih. 8. septembra 1875 je začela noviciat v Münchnu pod vodstvom ustanoviteljice reda, Marije Terezije Gerhardinger, prve redovne zaobljube pa je dala tam 8. septembra 1876. Med letoma 1976 in 1986 je v Gorici poučevala gluhoneme deklice, konec oktobra 1886 pa je postala prva predstojnica šmihelske filijale reda. Tam je začela s poučevanjem gluhonemih deklic v slovenskem jeziku. Na šoli je bil ustanovljen poseben oddelek s prilagojenim programom, ki pomeni tudi najzgodnejši začetek slovenske surdopedagogike, saj je bila to prva šola za gluhoneme otroke na Kranjskem. Leta 1921 je bila odstavljena s položaja predstojnice, a je lahko ostala v samostanu kot asistentka nove predstojnice vse do smrti.
Po njej so v Novem mestu poimenovali ulico.